# Pertusadina
Pertusadina là một chi thực vật có hoa trong họ Thiến thảo (Rubiaceae).

## Loài
Chi Pertusadina gồm các loài: